# モアテン・ガムスト・ペデルセン
モアテン・ガムスト・ペデルセン（Morten Gamst Pedersen, 1981年9月8日 - ）はノルウェー・ヴァドソー出身、アルタIF所属のサッカー選手。ポジションはミッドフィールダー、またはフォワード。元ノルウェー代表の左サイドに君臨するウインガーである。

## 経歴

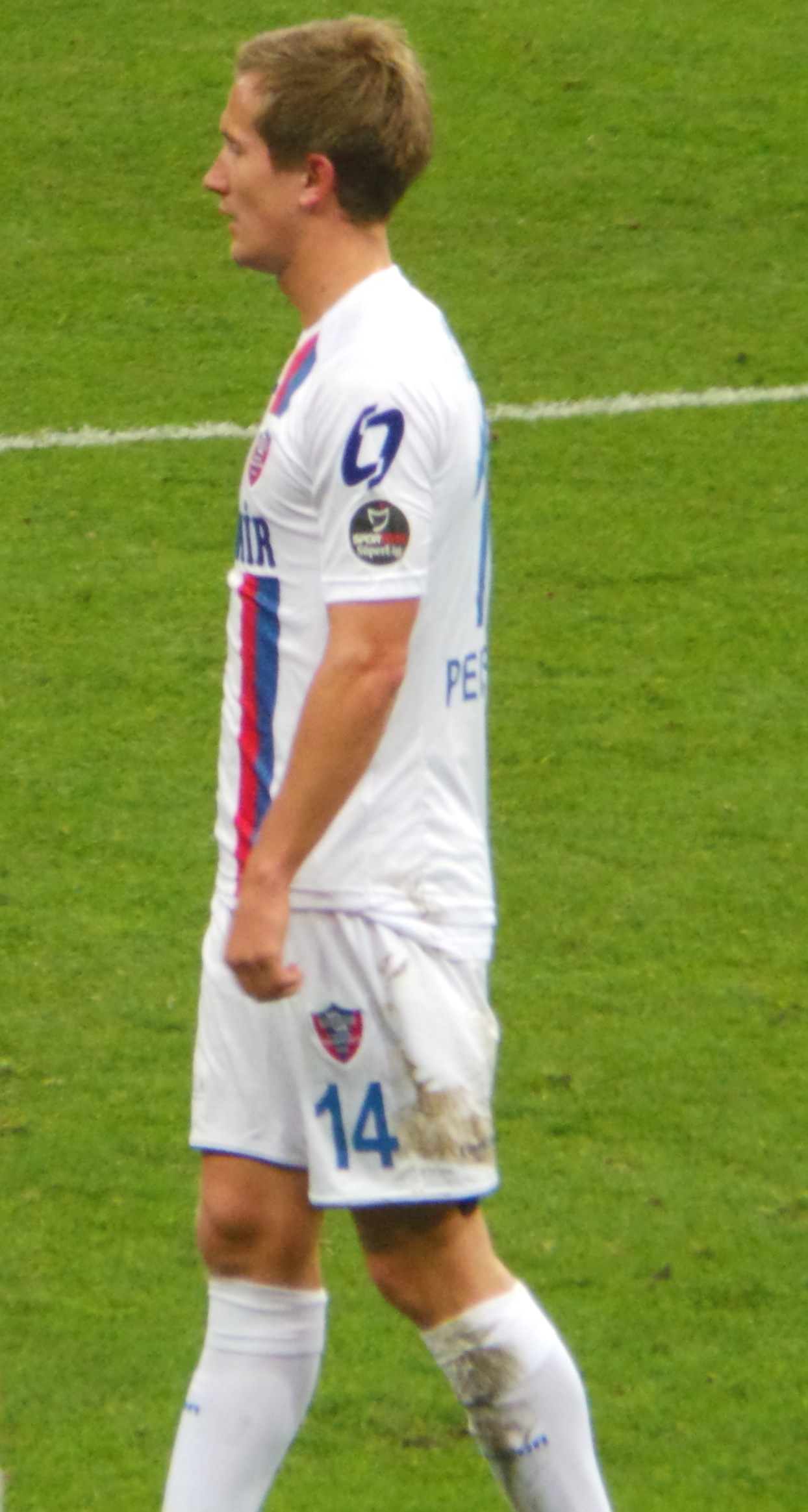
カラビュックスポル時代（2013年）

ノルウェーの国内リーグであるエリテセリエンのトロムソILでプロとしてのキャリアをスタート。2004年のシーズンに7ゴールを挙げる活躍を見せ、シーズン途中に150万ポンドの移籍金で、チェルシーFCへと移籍した、ダミアン・ダフの後釜を求めていたプレミアリーグのブラックバーン・ローヴァーズFCへと移籍した。
プレミアリーグデビューとなったのは、2004年8月28日に行われた、マンチェスター・シティFCとの試合である。監督がグレアム・スーネスから、マーク・ヒューズへと代わると、ペデルセンは不遇の日々を過ごしたが、2005年に入ってからは、3試合連続で得点を挙げる活躍を見せ、チーム内で2番目の得点王（公式戦で計8ゴール）となりシーズンを終えた。
05-06シーズンからは、左サイドハーフのポジションを掴み、8月20日のフルハム戦では当月のゴール・オブ・ザ・マンスに選ばれるゴールを決めた他、翌月のマンチェスター・ユナイテッドFC戦においては2ゴールを挙げ、2-1の勝利に貢献するなどの活躍をし、リヴァプールFCやマンチェスター・ユナイテッドFC等の国内のビッグクラブへの移籍が噂されるようになった。
最近は走力にやや衰えが見られ、やや中央寄りのポジションにコンバートされることが多くなった。
11-12シーズンのブラックバーン降格に伴い国内外への移籍が噂されるものの、自身のブログにおいて「私はブラックバーンとの契約が残っており、そのことを誇りに思う」と事実上残留を宣言。

## エピソード
- もともと右利きの選手だが、少年時代からの猛特訓のすえ、右足と同じぐらい左足のキックの精度が高くなった。
- 16歳のとき自国のハンドボール代表に選出された経験もあるほどの強肩の持ち主で、スローインの飛距離は50メートルとも言われる。
- マンチェスター・ユナイテッドFCの大ファン。ゆえにライアン・ギグスの後継者を探している当クラブと相思相愛だと報道されている。
- 歌手のレネ・マーリンとは親戚である。
- 既述のフルハム戦のゴールが「20世紀最高のゴール」と称されるファン・バステンの88年ワールドカップ対ソ連戦のゴールに似ていたこと、またペデルセン自身が子供であったころからのアイドルがファン・バステンであったことから、ファンの間で「ファン・ガムステン」という愛称がつけられた。
- ノルウェーのサッカー選手の仲間と赤十字のキャンペーンで「The Players」というバンドを組み、シングルも発売している。
- トロムソ時代のチームメート、ラース・イヴェール・ストランとは大親友で、ノルウェー国内では「酔っ払いコンビ」と呼ばれている。
- 2006-07シーズンから、ユニフォームの背中のネームを父方の姓の「PEDERSEN」からミドルネームである母方の姓の「GAMST」に変更したが、2008-09シーズンからは、再び「PEDERSEN」に戻した。

## 代表経歴
- 2004年2月18日 - A代表初出場  - 北アイルランド代表戦

## 代表歴
- ノルウェー代表